# Ramon Bassas
Ramon Bassas (Vic, S.XVIII-S.XIX) fou un compositor i músic mestre interí del magisteri de la seu de Girona entre Honorat Verdaguer i Jaume Joan Lleys, al 1815 va opositar als beneficis de Sant Pere i Sant Pau de la catedral. A partir d’aquí es féu càrrec de l’interinatge dels escolans i de dirigir les funcions musicals. Fou instrumentista de flauta, fagot i oboè. [2]

## Obra
Salve Regina Lletania